# بلا لوئی
بلا لوئی (به لاتین: Bella Lui) یک کوه در سوئیس است که در کانتون وله واقع شده‌است. بلا لوئی ۲٬۵۴۸ متر بالاتر از سطح دریا واقع شده‌است.